# Bavanat (Verwaltungsbezirk)
Bavanat (persisch شهرستان بوانات) ist ein Schahrestan in der Provinz Fars im Iran. Er enthält die Stadt Bavanat, welche die Hauptstadt des Verwaltungsbezirks ist. 

## Kreise
- Zentral (بخش مرکزی)

## Demografie
Bei der Volkszählung 2016 betrug die Einwohnerzahl des Schahrestan 50.418. Die Alphabetisierung lag bei 84 Prozent der Bevölkerung. Knapp 41 Prozent der Bevölkerung lebten in urbanen Regionen.
| Zensusjahr | Einwohnerzahl |
| ---------- | ------------- |
| 2011       | 48.416        |
| 2016       | 50.418        |